# 守屋明
守屋 明（もりや・あきら、1953年- ）は、日本の法学者。元・関西学院大学教授。学位は、博士（法学）（京都大学・論文博士・1997年）。専門は法社会学および英米法、特に裁判外紛争処理手続(ADR)をはじめとする司法アクセス論に詳しい。

## 略歴
- 1976年3月 - 京都大学法学部卒業
- 1978年3月 - 京都大学大学院法学研究科基礎法学専攻修士課程修了
- 1979年5月 - 京都大学大学院法学研究科基礎法学専攻博士課程退学
- 1979年5月 - 岡山大学法文学部助手
- 1980年4月 - 岡山大学法学部助手
- 1984年4月 - 岡山大学法学部助教授
- 1991年4月 - 岡山大学法学部教授
- 1997年7月 - 博士（法学）（京都大学）の学位を授与される。学位論文は『紛争処理の法理論 : 交渉と裁判のダイナミズム』[1]。
- 2003年4月 - 関西学院大学法学部教授
- 2019年4月 - 関西学院大学法学部退職[2]

## 研究業績
論文
- 「訴訟の提起と和解の選択：再論」, 法と政治 62巻1号Ⅱ号61-98頁, 2011年4月, 単著
- 「訴訟上の和解の成立要因：再考―当事者の判決志向と弁護士の和解志向とのズレ―」, 文部科学省科学研究費特定領域研究「法化社会における紛争処理と民事司法」ワーキングペーパー第5集, 2009年3月, 単著
- 「『代理人付被告』の意識と行動」, 文部科学省科学研究費特定領域研究「法化社会における紛争処理と民事司法」ワーキングペーパー第5集, 2009年3月, 単著
- "Factors Contributing to In-court Settlement in Japan", Meijo Law Review/Vol.58, No.3/Meijo University, 2009年3月, 単著
- 「調停の理念と技術」, 仲裁とADR3巻/商事法務/仲裁ＡＤＲ法学会, 2008年5月, 単著
- 「『訴訟上の和解』の成立要因―訴訟当事者の訴訟関心・和解関心の分析から―」, 文部科学省科学研究費特定領域研究「法化社会における紛争処理と民事司法」ワーキングペーパー第3集, 2008年4月, 単著
- 「我が国におけるADRの機能と理念についての一考察」, 『世紀転換期の法と政治』岡山大学創立50周年記念論文集423-454頁, 2001年11月, 単著
- 「行政による消費者被害救済についての一考察 （１）（２）」, 岡山大学法学会雑誌39巻1号・2号49-96頁, 1989年10月, 単著

著書
- 平野仁彦・亀本洋・川濱昇編『現代法の変容』, 有斐閣, 2013年2月, 担当部分:「訴訟上の和解」の理念と現実－訴訟手続内ADRの特殊性(51-96頁), 共著
- ダニエル・H・フット/太田勝造編『裁判経験と訴訟行動(現代日本の紛争処理と民事司法3)』, 東京大学出版会, 2010年9月, 担当部分：9章「和解の成立要因としての当事者および弁護士の意識」(189-216頁) , 共著
- 守屋明「紛争処理の法理論」, 悠々社, 1995年3月, 単著